# Sabine Friedrichson

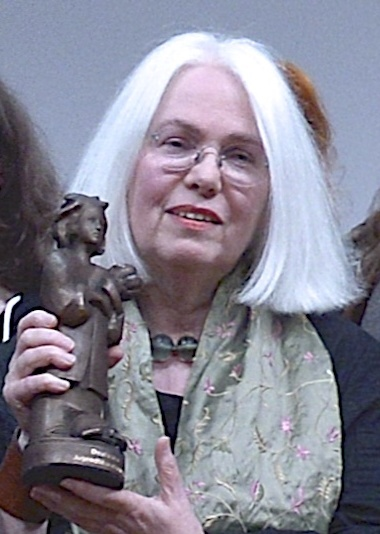
Sabine Friedrichson bei der Preisverleihung zum Deutschen Jugendliteraturpreis 2015

Sabine Friedrichson (* 13. November 1948 in Hamburg) ist eine deutsche Illustratorin von Kinder- und Jugendbüchern. International bekannt wurde sie vor allem durch ihre Illustrationen der Märchen Hans Christian Andersens. Sie lebt und arbeitet in ihrer Heimatstadt Hamburg.

## Leben
Sabine Friedrichson wurde im November 1948 in Hamburg geboren. Dort studierte sie ab 1965 das Fach Illustration an der Fachhochschule für Gestaltung und besuchte unter anderem die Illustrationsklasse von Wilhelm Martin Busch. Ihr Studium schloss sie 1970 mit einem Diplom ab.
Seit 1970 arbeitet sie als freischaffende Illustratorin für verschiedene deutsche Verlage, besonders für Beltz & Gelberg. Gleich ihr Debüt, die schwarz-weißen Illustrationen zu den irischen Kindergeschichten im Buch Weißes Pferd, schwarzer Berg von Frederik Hetmann, schaffte es 1971 auf die Auswahlliste zum Deutschen Jugendliteraturpreis. Sie illustrierte sowohl Klassiker der Kinder- und Jugendliteratur wie Carlo Collodis Pinocchios Abenteuer neu, als auch Werke moderner Autoren wie Peter Härtling. Besonders intensiv beschäftigte sich Friedrichson mit den Werken des Dänen Hans Christian Andersen.
Ihre Illustrationen erschienen in den 1970er Jahren auch in verschiedenen Zeitschriften, beispielsweise in der „Brigitte“ und in „Architektur & Wohnen“. Im Jahr 1979 brachte Friedrichson ihr erstes eigenes Buch mit dem Titel Fundevogel und andere Lieblingsmärchen heraus und gewann damit den Oldenburger Kinder- und Jugendbuchpreis. Gemeinsam mit ihrem Ehemann Ralf Mauer ist sie seit 1980 auch im Bereich der Buchgestaltung tätig. In ihrem zweiten Buch erzählte sie 1995 ein altes englisches Märchen mit ihren Illustrationen neu.
Für ihr Illustrations-Gesamtwerk wurde Sabine Friedrichson im Jahr 2015 mit dem Sonderpreis des Deutschen Jugendliteraturpreises geehrt.

## Ausstellungen
Das Bilderbuchmuseum auf Burg Wissem in Troisdorf zeigte vom 19. Oktober bis 30. November 2008 Werke Friedrichsons in einer Ausstellung mit dem Titel Feder, Stein, Papier. Bücher und Bilder von Sabine Friedrichson und brachte hierzu einen Katalog heraus. Rund zehn Jahre später zeigte das Heinrich-Heine-Institut in Düsseldorf vom 17. Dezember 2017 bis zum 18. Februar 2018 die Ausstellung Nussknacker und Mäusekönig mit Original-Zeichnungen, Skizzen und Vorarbeiten der Künstlerin zum gleichnamigen Märchen von E.T.A. Hoffmann. Diese Zeichnungen waren in einem Artikel von Tilman Spreckelsen erstmals 2016 auszugsweise vorab in der F.A.Z. online veröffentlicht worden.

## Werke (Auswahl)

### Illustrationen
- 1971 Frederik Hetmann: Weißes Pferd, schwarzer Berg: Irische Kindergeschichten. Beltz & Gelberg, Weinheim 1971, ISBN 978-3-407-80206-4.
- 1972 Edith Nesbit: Psammy sorgt für Abenteuer. Dressler, Berlin 1972, ISBN 978-3-7915-1431-4.
- 1973 Clyde Robert Bulla: Weißer Rabe. Beltz & Gelberg, Weinheim 1973, ISBN 978-3-407-80228-6.
- 1975 Heinz Barüske (Hrsg.): Märchen der Eskimo, Fischer TB, 1975, ISBN 978-3-436-02026-2.
- 1976 Rose Lagercrantz: Es handelt sich um Anna. Oetinger, Hamburg 1976, ISBN 978-3-7891-1741-1.
- 1983 Hans Christian Andersen: Mutter Holunder: 21 Märchen aus dem Teekessel. Beltz & Gelberg, Weinheim 1983, ISBN 978-3-407-80100-5.
- 1983 Peter Härtling: Jakob hinter der blauen Tür. Beltz & Gelberg, Weinheim 1983, ISBN 978-3-407-80121-0.
- 1984 Juri Korinetz: Wolodjas Brüder. Beltz & Gelberg, Weinheim 1984, ISBN 978-3-407-80134-0.
- 1985 Hans Christian Andersen: Märchen. 2 Bände. Beltz & Gelberg, Weinheim 1985, ISBN 978-3-407-80145-6.
- 1986 Carlo Collodi: Pinocchios Abenteuer. Beltz & Gelberg, Weinheim 1986, ISBN 978-3-458-32747-9.

### Illustrationen und Text
- 1979 Fundevogel und andere Lieblingsmärchen. Beltz, Weinheim 1979, ISBN 978-3-407-80552-2.
- 1995 Der Glasball: Ein altes englisches Märchen in Bildern neu erzählt. Beltz & Gelberg, Weinheim 1995, ISBN 3-407-79155-0.

## Nominierungen und Auszeichnungen
- 1971 Auswahlliste des Deutschen Jugendliteraturpreises für die Illustrationen zu Weißes Pferd, schwarzer Berg
- 1979 Oldenburger Kinder- und Jugendbuchpreis für Fundevogel und andere Lieblingsmärchen
- 2007 Wildweibchenpreis
- 2015 Sonderpreis des Deutschen Jugendliteraturpreises für ihr Illustrations-Gesamtwerk